# Col de Nelshoogte
Le col de Nelshoogte, en anglais Nelshoogte Pass (littéralement « hauteurs de Nels » en afrikaans), est un col de montagne routier qui relie les villes de Nelspruit (au nord-est) et Carolina (au sud-ouest) dans la province du Mpumalanga en Afrique du Sud.